# 番子寮 (雲林縣)
番子寮，原寫為番仔藔，是臺灣雲林縣東勢鄉的一個傳統地域名稱，位於該鄉西北部。相較於今日行政區，其範圍大致包括四美村不含西北部凸出部分的西北半側、新坤村西半部、安南村北部凸出部分的西段。

## 歷史
台灣清治末期，番子寮地區為一街庄，稱為「番仔藔庄」，隸屬於海豐堡。該庄北隔新虎尾溪與麥藔庄為界，東與同安厝庄為鄰，南邊為下許厝藔庄，西邊為火燒牛稠庄。
1901年（日治明治三十四年）11月，全台廢縣廳改設二十廳，該庄隸屬於斗六廳。1903年（明治三十六年）6月，該庄編入「東勢厝區」，仍隸屬於斗六廳。1909年（明治四十二年）10月，合併二十廳為十二廳，東勢厝區改隸屬於嘉義廳。1920年（大正九年），全台地方制度大改正，廢十二廳改設五州二廳，該庄改制為「番子寮」大字，隸屬於臺南州虎尾郡海口庄。
戰後海口庄改制為海口鄉，隸屬於臺南縣，大字亦改制為村。1946年9月，海口鄉拆分為臺西、東勢兩鄉，本地區隸屬於東勢鄉。1950年9月，雲、嘉、南分治，東勢鄉改隸屬於雲林縣。

## 聚落
本地區發展較早的聚落有阿芹厝（新吉庄）、阿坤厝、番仔藔、馬仙厝（馬山厝）等，在日治期初期的官方地圖上已有記載。

## 交通
省道台61線又稱「西部濱海快速公路」，是新北市八里區至臺南市七股區的快速公路，目前已全線通車。中部地區路段大致以北北東—南南西走向繞大彎轉東向西經過本地區西北部邊界外不遠處的麥寮地區。該道路在此地帶屬高架路段，北上方向最近的交流道的是麥寮地區境內縣道156號交會處的麥寮交流道，南下方向最近的交流道是火燒牛稠地區境內湖仔內聚落北郊省道台17線路口暨鄉道雲117線起點路口的湖仔內交流道。由此等可快速前往台灣西海岸的南北各地。
省道台17線（西濱路二段～三段）又稱「西部濱海公路」，是臺中市清水區甲南至屏東縣枋寮鄉水底寮的幹道，大致以東北微北—西南微南走向轉東向西經過本地區西北部西北部邊界外不遠處的麥寮地區。由該道路向東北微北轉北北西再轉北北東經沙崙後至橋頭轉東北至省道台61線（西部濱海快速公路）高架橋下轉北北東與其並行，過濁水溪西濱大橋轉北北西獨行後再轉北北東可經大城鄉前往芳苑鄉、福興鄉、鹿港鎮等地；向西轉西南西經省道台61線湖仔內交流道後與其並行，可前往臺西鄉市區、四湖鄉、口湖鄉、東石鄉等地。
縣道153號（光復南路、北美路、無名道路、安南路）是麥寮鄉至北港鎮好收的道路，大致以北北西—南南東走向轉北向南再轉北北東—南南西走向經過本地區西部邊界外不遠處的番子寮、下許厝寮境內，並經過縣道158甲線路口。由該道路向北北西轉北微東經省道台61線（西部濱海快速公路）高架橋下可前往麥寮聚落南側並止於省道台17線路口；向南南西轉南再轉南南東經省道台78線（東西向快速公路－台西古坑線）東勢交流道後可前往東勢鄉市區、四湖鄉東部、北港鎮西部略偏北的好收並止於縣道155號路口。
縣道158甲線（新坤路）是台西鄉崙子頂至竹山鎮桶頭的道路，大致以西向東經過本地區中央略偏北地帶。由該道路向西經縣道153號路口可前往台西鄉並止於省道台17線路口（並行的省道台61線高架道路下）；向東可前往褒忠鄉、土庫鎮、虎尾鎮南端、斗南鎮、古坑鄉、竹山鎮等地。
鄉道雲108線是新埤（應為新坤之誤）至褒忠的道路，大致以西北西—東南東走向到達本地區西部南側第二層凸出部分的西北角後，沿邊界蜿蜒而行，入境後轉南再轉南微東，至馬鳴山聚落北側轉東南東，經鄉道雲111-1線路口後出聚落，至馬公厝大排水溝北側轉南南東過橋梁，至六塊寮（六塊厝）聚落轉東南微東再轉東微北，出聚落後續行以至於本地區東部邊界南側出境。由該道路向西北西可前往同安厝、下許厝寮東北角、下許厝寮與番子寮交界地帶並止於縣道153號路口（新吉莊聚落西南側）。
鄉道雲115線是湖仔內至馬山厝的道路。
鄉道雲120線是臺西海園至新坤厝的道路。